# دیوید بوردول
دیوید بوردول (به انگلیسی: David Bordwell)، (زادهٔ ۲۳ ژوئیه ۱۹۴۷- درگذشته ۱ مارس ۲۰۲۴)، نظریه‌پرداز فیلم و تاریخ‌نگار آمریکایی بود. او استاد بازنشستهٔ فیلم از دانشگاه وایشنگتون-مدیسون بودپ. همسر او کریستین تامسون نیز از جمله نظریه‌پردازان و تاریخ‌نگاران سرشناس آمریکایی است. این دو به اتفاق هم کتاب‌های هنر سینما و تاریخ سینما را نگاشته‌اند. هم‌اکنون کتاب هنر سینما در ایالات متحده به‌عنوان اصلی کتاب مقدماتی برای ورود به عالم سینما محسوب می‌شود.

## فعالیت‌ها
دیوید بوردول یک پژوهشگر پرکار است. او علاقه‌مند به مباحث گوناگونی در عالم سینما است. مباحثی چون مؤلفین سینمایی (یاسوجیرو ازو، سرگئی آیزنشتین، کارل تئودور درایر)، سینماهای ملی (به‌طور مثال سینمای هنگ کنگ)، تاریخ سینما، سبک‌های سینمایی و نظریه‌های روایت فیلم. او به همراه نوئل کرول و برخی نظریه‌پردازان دیگر در زمرهٔ نظریه‌پردازان شناختی قرار می‌گیرند که تحلیل خود را مبتنی بر روانشناسی شناختی کرده‌اند. موضوع اصلی این نوع روانشناسی فرایندهای ادراک و مشاهده‌است.

## نئوفرمالیسم
دیوید بوردول به همراه کریستین تامسون از نظریه‌پردازان نئوفرمالیسم در سینما محسوب می‌شوند. این‌ها با اتکاء به فرمالیسم روس و احیای آن در یک ساختار جدید به نظریه نئوفرمالیسم شکل دادند. هدف آن‌ها بررسی فیلم به عنوان یک فرم یا ساختاری است که تمامی عناصر و اجزاء آن از قاعده‌های مشخصی تبعیت می‌کند. این قواعد همگی به این منظور به‌کار رفته‌اند که تم و معنای نهایی فیلم را به بیننده القاء کنند. در دیدگاه نئوفرمالیست‌ها مفهوم فرمالیستی آشنایی‌زدایی نیز از اهمیت اساسی برخوردار است. آن‌ها این مقوله را در تفسیر و توجیه برخی شگردهای سینمایی به کار می‌برند.

## پسا نظریه
بوردول همراه نوئل کرول از بنیانگذاران پسا نظریه است. در این دیدگاه به نفع یک رویکرد نئوفرمالیستی و شناختی تمامی رویکردهای دیگر نفی می‌شوند. رویکردهایی از جمله هرمنوتیک، روانکاوی لاکانی، زبان‌شناسی سوسوری و پساساختارگرایی. از این جهت بوردول و کرول دست به نقد دیدگاه‌های نظریه‌پردازانی چون ژان لویی بودری و اسلاوی ژیژک می‌زنند. اسلاوی ژیژک خود به شدت مخالف نظریات نئوفرمالیست‌هاست و در رسالات گوناگونی این نظریه‌ها را به نقد کشیده‌است.

## گزیدهٔ کتاب‌شناسی
- سینمای امپرسیونیستی فرانسه: فرهنگ، سبک و نظریه (۱۹۷۴)
- فیلم‌های کارل تئودور درایر (۱۹۸۱)
- سینمای کلاسیک هالیوود (۱۹۸۵) به همراه جانت استیگر و کریستین تامسون
- روایت در فیلم داستانی (۱۹۸۵)
  - «روایت در فیلم داستانی» (ترجمه)، نوشته دیوید بردول، علاءالدین طباطبایی (مترجم)، مهناز فاتحی (مترجم)، تهران: بنیاد سینمایی فارابی، ۱۳۸۶
- ازو و شعرهای سینمایی (۱۹۸۸)
- ساختن معنا (۱۹۸۹)
- تاریخ سینما (۱۹۹۴–۲۰۰۲) به همراه کریستین تامسون
- پسا نظریه: بازسازی نظریه فیلم (۱۹۹۶) همراه با نوئل کرول
- سیارهٔ هنگ کنگ: سینمای عامه‌پسند و هنر سرگرمی (۲۰۰۰)
- هنر سینما (۲۰۰۳) به همراه کریستین تامسون
- ردپای چهره‌ها در نور (۲۰۰۵)
- راهی که هالیوود بیان می‌کند: داستان و سبک در سینمای مدرن (۲۰۰۶)

## فهرست منابع
- ویکی‌پدیای انگلیسی
- بوردول، دیوید، هنر سینما، ترجمهٔ فتاح محمدی، انتشارات مرکز، ۱۳۷۷
- بوردول، دیوید، تاریخ سینما، ترجمهٔ روبرت صافاریان، انتشارات مرکز، ۱۳۸۳
- استم، رابرت، مقدمه‌ای بر نظریهٔ فیلم، به کوشش احسان نوروزی، انتشارات سورهٔ مهر، ۱۳۸۳ صص ۲۷۱–۲۸۴

1. ↑  "RIP the legendary David Bordwell, who has died at 76". The Film Stage's Twitter.